# Championnat d'Europe de football des moins de 19 ans 2022
Ne doit pas être confondu avec Championnat d'Europe féminin de football des moins de 19 ans 2022.
Navigation
Euro 2020 (annulé) Euro 2023
La phase finale du 69e Championnat d'Europe de football des moins de 19 ans se déroule en Slovaquie du 18 juin au 1er juillet 2022. Les joueurs nés après le 1er janvier 2003 peuvent participer à cette compétition.

## Qualifications
Les qualifications se disputent sur deux tours, uniquement par groupes de 4 équipes. Chaque groupe se joue sur le terrain unique de l'une des quatre équipes qui en fait partie, en tournoi toutes rondes simple. Le premier tour de qualification comprend 13 groupes (52 équipes), le second tour comprend 7 groupes (28 équipes).

## Premier tour
Les huit qualifiés :
- Slovaquie qualifié d'office (pays organisateur).
- Israël vainqueur du Groupe 1 du tour élite.
- France vainqueur du Groupe 2 du tour élite.
- Angleterre vainqueur du Groupe 3 du tour élite.
- Roumanie vainqueur du Groupe 4 du tour élite.
- Italie vainqueur du groupe 5 du tour élite.
- Serbie vainqueur du Groupe 6 du tour élite.
- Autriche vainqueur du Groupe 7 du tour élite.

### Groupe A
| Rang | Équipe    | Pts | J | G | N | P | Bp | Bc | Diff |
| ---- | --------- | --- | - | - | - | - | -- | -- | ---- |
| 1    | France    | 9   | 3 | 3 | 0 | 0 | 11 | 2  | +9   |
| 2    | Italie    | 6   | 3 | 2 | 0 | 1 | 4  | 5  | -1   |
| 3    | Slovaquie | 3   | 3 | 1 | 0 | 2 | 1  | 6  | -5   |
| 4    | Roumanie  | 0   | 3 | 0 | 0 | 3 | 2  | 5  | -3   |

- Qualifié pour les demi-finales ainsi que pour la Coupe du monde des moins de 20 ans 2023
- Dispute le match de qualification pour la Coupe du monde des moins de 20 ans 2023

1re journée
| 18 juin 2022 | Slovaquie | 0 - 5   | France                                           | Stade Antona-Malatinského, Trnava |                          |
| 17:30 CEST   |           | (0 - 2) | 16e Tchaouna · 34e 59e Bonny · 57e 62e Virginius | Arbitrage : Morten Krogh          | Arbitrage : Morten Krogh |
| 17:30 CEST   | Rapport   |         |                                                  | Arbitrage : Morten Krogh          | Arbitrage : Morten Krogh |

| 18 juin 2022 | Italie                     | 2 - 1   | Roumanie       | MOL Aréna, Dunajská Streda   |                              |
| 20:00 CEST   | Baldanzi 47e · Volpato 68e | (0 - 0) | 53e Andronache | Arbitrage : Nathan Verboomen | Arbitrage : Nathan Verboomen |
| 20:00 CEST   | Rapport                    |         |                | Arbitrage : Nathan Verboomen | Arbitrage : Nathan Verboomen |

2e journée
| 21 juin 2022 | Slovaquie | 0 - 1   | Italie        | Stade Antona-Malatinského, Trnava |                                 |
| 17:30 CEST   |           | (0 - 1) | 33e Ambrosino | Arbitrage : Goga Kikacheishvili   | Arbitrage : Goga Kikacheishvili |
| 17:30 CEST   | Rapport   |         |               | Arbitrage : Goga Kikacheishvili   | Arbitrage : Goga Kikacheishvili |

| 21 juin 2022 | Roumanie   | 1 - 2   | France                      | MOL Aréna, Dunajská Streda      |                                 |
| 20:00 CEST   | Coubiş 82e | (0 - 2) | 12e Virginius · 20e Adeline | Arbitrage : Matthew De Gabriele | Arbitrage : Matthew De Gabriele |
| 20:00 CEST   | Rapport    |         |                             | Arbitrage : Matthew De Gabriele | Arbitrage : Matthew De Gabriele |

3e journée
| 24 juin 2022 | Roumanie | 0 - 1   | Slovaquie    | Stade Antona-Malatinského, Trnava |                                   |
| 17:30 CEST   |          | (0 - 0) | 90+5e Griger | Arbitrage : Manfredas Lukjančukas | Arbitrage : Manfredas Lukjančukas |
| 17:30 CEST   | Rapport  |         |              | Arbitrage : Manfredas Lukjančukas | Arbitrage : Manfredas Lukjančukas |

| 24 juin 2022 | France                                        | 4 - 1   | Italie      | MOL Aréna, Dunajská Streda |                           |
| 17:30 CEST   | da Silva 24e · Tchaouna 36e 69e · Arconte 79e | (2 - 1) | 16e Volpato | Arbitrage : António Nobre  | Arbitrage : António Nobre |
| 17:30 CEST   | Rapport                                       |         |             | Arbitrage : António Nobre  | Arbitrage : António Nobre |

### Groupe B
| Rang | Équipe     | Pts | J | G | N | P | Bp | Bc | Diff |
| ---- | ---------- | --- | - | - | - | - | -- | -- | ---- |
| 1    | Angleterre | 9   | 3 | 3 | 0 | 0 | 7  | 0  | +7   |
| 2    | Israël     | 4   | 3 | 1 | 1 | 1 | 6  | 5  | +1   |
| 3    | Autriche   | 3   | 3 | 1 | 0 | 2 | 5  | 8  | -3   |
| 4    | Serbie     | 1   | 3 | 0 | 1 | 2 | 4  | 9  | -5   |

- Qualifié pour les demi-finales ainsi que pour la Coupe du monde des moins de 20 ans 2023
- Dispute le match de qualification pour la Coupe du monde des moins de 20 ans 2023

1re journée
| 19 juin 2022 | Serbie                     | 2 - 2   | Israël                  | Mestský štadión, Žiar nad Hronom |                           |
| 17:30 CEST   | Lazetić 8e · Leković 90+3e | (1 - 1) | 16e Gloukh · 74e Salman | Arbitrage : António Nobre        | Arbitrage : António Nobre |
| 17:30 CEST   | Rapport                    |         |                         | Arbitrage : António Nobre        | Arbitrage : António Nobre |

| 19 juin 2022 | Angleterre                   | 2 - 0   | Autriche | Národný Atletický Štadión, Banská Bystrica |                                   |
| 20:00 CEST   | Chukwuemeka 43e · Devine 65e | (1 - 0) |          | Arbitrage : Manfredas Lukjančukas          | Arbitrage : Manfredas Lukjančukas |
| 20:00 CEST   | Rapport                      |         |          | Arbitrage : Manfredas Lukjančukas          | Arbitrage : Manfredas Lukjančukas |

2e journée
| 22 juin 2022 | Israël                                                       | 4 - 2   | Autriche              | Mestský štadión, Žiar nad Hronom |                              |
| 17:30 CEST   | Abed Kassus 5e · Lugasi 29e · Madmon 52e (pen.) · Gloukh 54e | (2 - 1) | 24e Jasic · 76e Demir | Arbitrage : Nathan Verboomen     | Arbitrage : Nathan Verboomen |
| 17:30 CEST   | Rapport                                                      |         |                       | Arbitrage : Nathan Verboomen     | Arbitrage : Nathan Verboomen |

| 22 juin 2022 | Angleterre                                         | 4 - 0   | Serbie | Národný Atletický Štadión, Banská Bystrica |                          |
| 20:00 CEST   | Scarlett 5e 40e · Chukwuemeka 68e · Jebbison 90+1e | (2 - 0) |        | Arbitrage : Morten Krogh                   | Arbitrage : Morten Krogh |
| 20:00 CEST   | Rapport                                            |         |        | Arbitrage : Morten Krogh                   | Arbitrage : Morten Krogh |

3e journée
| 25 juin 2022 | Israël  | 0 - 1   | Angleterre | Mestský štadión, Žiar nad Hronom  |                                   |
| 20:00 CEST   |         | (0 - 1) | 6e Delap   | Arbitrage : Giorgi Kikacheishvili | Arbitrage : Giorgi Kikacheishvili |
| 20:00 CEST   | Rapport |         |            | Arbitrage : Giorgi Kikacheishvili | Arbitrage : Giorgi Kikacheishvili |

| 25 juin 2022 | Autriche                       | 3 - 2   | Serbie                   | Národný Atletický Štadión, Banská Bystrica |                                 |
| 20:00 CEST   | Querfeld 25e 56e · Wallner 66e | (1 - 1) | 44e Lazetić · 88e Ratkov | Arbitrage : Matthew De Gabriele            | Arbitrage : Matthew De Gabriele |
| 20:00 CEST   | Rapport                        |         |                          | Arbitrage : Matthew De Gabriele            | Arbitrage : Matthew De Gabriele |

## Tableau final
|  | Demi-finales | Demi-finales | Demi-finales | Demi-finales |        |        | Finale           | Finale           | Finale           | Finale           |
|  |              |              |              |              |        |        |                  |                  |                  |                  |
|  | 28 juin 2022 | 28 juin 2022 | 28 juin 2022 | 28 juin 2022 |        |        | 1er juillet 2022 | 1er juillet 2022 | 1er juillet 2022 | 1er juillet 2022 |
|  | France       | France       | 1            | 1            |        |        | 1er juillet 2022 | 1er juillet 2022 | 1er juillet 2022 | 1er juillet 2022 |
|  | France       | France       | 1            | 1            |        |        | 1er juillet 2022 | 1er juillet 2022 | 1er juillet 2022 | 1er juillet 2022 |
|  | Israël       | Israël       | 2            | 2            |        |        | 1er juillet 2022 | 1er juillet 2022 | 1er juillet 2022 | 1er juillet 2022 |
|  | Israël       | Israël       | 2            | 2            | Israël | Israël | 1                | 1                |                  |                  |
|  | 28 juin 2022 |              |              |              | Israël | Israël | 1                | 1                |                  |                  |
|  |              |              | Angleterre   | Angleterre   | 3 ap   | 3 ap   |                  |                  |                  |                  |
|  | Angleterre   | Angleterre   | Angleterre   | Angleterre   | 3 ap   | 3 ap   | 2                | 2                |                  |                  |
|  | Angleterre   | Angleterre   |              |              |        |        |                  | 2                |                  |                  |
|  | Italie       | Italie       | 1            | 1            |        |        |                  |                  |                  |                  |
|  | Italie       | Italie       | 1            | 1            |        |        |                  |                  |                  |                  |

### Demi-finales
| Demi-finale 1           | France        | 1 - 2   | Israël                            | Stade Antona-Malatinského, Trnava |                          |
| 28 juin 2022 20:00 CEST | Virginius 62e | (0 - 1) | 29e (csc) Touré · 57e Kancepolsky | Arbitrage : Morten Krogh          | Arbitrage : Morten Krogh |

| Demi-finale 2           | Angleterre              | 2 - 1   | Italie             | MOL Aréna, Dunajská Streda      |                                 |
| 28 juin 2022 17:00 CEST | Scott 58e · Quansah 82e | (0 - 1) | 12e (pen.) Miretti | Arbitrage : Goga Kikacheishvili | Arbitrage : Goga Kikacheishvili |

### Finale
| Finale                      | Israël     | 1 - 3 a. p.    | Angleterre                                 | Stade Antona-Malatinského, Trnava |                           |
| 1er juillet 2022 20:00 CEST | Gloukh 40e | (1 - 0, 1 - 1) | Doyle 52e · Chukwuemeka 108e · Ramsey 116e | Arbitrage : António Nobre         | Arbitrage : António Nobre |

### Match pour la5eplace (qualification pour la Coupe du Monde des moins de 20 ans)
Ce match oppose les deux troisièmes de groupe et est qualificatif pour la Coupe du monde des moins de 20 ans organisée en 2023. La Slovaquie l'emporte et est ainsi le cinquième qualifié de la zone Europe.
| Barrage                 | Slovaquie   | 1 - 0   | Autriche | NTC Senec, Senec             |                              |
| 28 juin 2022 17:00 CEST | Kopásek 64e | (0 - 0) |          | Arbitrage : Nathan Verboomen | Arbitrage : Nathan Verboomen |

## Équipes qualifiées pour la Coupe du monde des moins de 20 ans 2023
| Class. | Équipes    |
| ------ | ---------- |
| 1      | Angleterre |
| 2      | Israël     |
| 3      | France     |
| 4      | Italie     |
| 5      | Slovaquie  |